# Farmana
Farmana, także Farmana Khas lub Daksh Khera – stanowisko archeologiczne w Indiach, w stanie Hariana, w odległości 60 kilometrów od Delhi. W starożytności osada protomiejska należąca do cywilizacji doliny Indusu.
W starożytności miało duże znaczenie strategiczne, handlowe i kulturalne ze względu na położenie w pobliżu Rakhigarhi oraz na szlaku handlowym prowadzącym do Harappy. Obecnie pozostałości osady nie leżą nad rzeką, niedaleko jednak przepływa Chautang (starożytna Drishadwati), będący dopływem Ghaggaru (starożytnej Saraswati), który w przeszłości wielokrotnie zmieniał bieg koryta, użyźniając osadami aluwialnymi tutejsze gleby co umożliwiło rozwój rolnictwa i osadnictwo na tym terenie .

## Stanowisko
Stanowisko archeologiczne jest jednym z większych w Harianie i zajmuje obecnie obszar o powierzchni 18,5 hektara. Ze względu na intensywną działalność rolniczą najmłodsze warstwy stanowiska nie zachowały się. W dobry stanie przetrwała centralna część protomiasta z czasów dojrzałej kultury harappańskiej, która obejmuje w przybliżeniu prostokąt o wymiarach 60 na 80 metrów.
Integralną częścią stanowiska archeologicznego w Farmanie jest cmentarzysko z czasów induskich, oddalone o kilometr od głównej części stanowiska archeologicznego.
Stanowisko otaczają bardzo żyzne gleby aluwialne, a poziom wód podziemnych jest bardzo wysoki. Ułatwia to produkcję żywności i zapewnia stały dostęp do wody pitnej.

## Eksploracja
Pozostałości osady w Farmanie zostały odkryte 1974 roku przez Suraja Bhana, który zaraportował odkrycie w tym miejscu ceramiki należącej do późnego etapu kultury Siswal (Sothi-Siswal, okres wczesnoharappański). Pierwsze wykopaliska na dużą skalę zostały przeprowadzone z w 1989 roku pod okiem Surindera Singha – badał on obszar o wymiarach 250 na 250 metrów, stwierdzając istnieje w Farmanie pięciu okresów kulturowych w różnym stanie zachowania: (wczesny, dojrzały i późny harappański, okres kultury ceramiki ochrowej oraz wczesnohistoryczny). Kolejne wykopaliska prowadzone były w latach 2007-2008, a kierował nimi Vasant Shinde.

## Chronologia
Wykopaliska na stanowisku archeologicznym w Farmanie odsłoniły pozostałości łącznie pięciu okresów archeologicznych, w tym dwóch zachowanych w stanie bardzo dobrym – przedharappańskiego i harappańskiego dojrzałego. Warstwy młodsze, a przez to płycej położone – późnoharappańska, okresu kultury ceramiki szarej malowanej (bądź, według Singha, okresu kultury ceramiki ochrowej) oraz wczesnohistoryczna zachowały się jedynie fragmentarycznie, a ich pozostałości rozrzucone są na dużej powierzchni. Przyczyną takiego stanu rzeczy stało się intensywne wykorzystywanie rolnicze wzgórza w Farmanie, a co za tym idzie znaczne obniżenie jego wysokości i zniszczenie najmłodszych warstw osadniczych. Grubość osadów zawierających ślady osadnictwa zachowanych do dziś wynosi 3 metry. Wobec tego, wyróżnia się dziś łącznie pięć okresów osadniczych, w tym dwa możliwe do eksploracji:
- Okres I – okres przedharappański – kultura ceramiki Hakra – przed 2500 rokiem p.n.e.
- Okres II – okres dojrzałej kultury harappańskiej – 2500 – 2100 rok p.n.e.
- Okres III – okres późnej kultury harappańskiej – warstwa zniszczona;
- Okres IV – kultura ceramiki ochrowej (wg Surindera Sindha), kultura ceramiki szarej malowanej (wg Viveka Dangiego), warstwa zniszczona;
- Okres V – okres wczesnohistoryczny, warstwa zniszczona.

### Okres I
Pierwsi mieszkańcy Farmany należeli do kultury ceramiki Hakra, a najstarsze zabytki archeologiczne z tego stanowiska datuje się na 2500 rok p.n.e. Budowali oni struktury w postaci dołów mieszkalnych wykopywanych w glebie rodzimej. Podobnego rodzaju konstrukcje z tego okresu znaleźć można w Bhirranie oraz Girawadzie. W dołach znaleziono ceramikę czerwoną typową dla kultury Hakra. Odnaleziono również niewielkie niecki służące jako magazyny, o średnicy od 30 do 90 centymetrów. Z tego okresu pochodzą również koraliki ze steatytu oraz terakoty, a także terakotowe i wykonane z muszli bransolety.
Stosunkowo prymitywne formy zamieszkania jakimi są doły ziemne wydają się nie pasować do poziomu rzemiosła, szczególnie kamieniarskiego i metalurgicznego jaki reprezentowali mieszkańcy. Dowodzi to tego, że stosunkowo wysoce rozwinięta technika przybyła na te tereny razem z mieszkańcami, a opracowana została wcześniej w innym miejscu. Wczesne osadnictwo w Farmanie oraz innych ośrodkach położonych w dolinie Ghaggaru i jego dopływów miało charakter rolniczy, a przejście do etapu budowy wczesnych miast miało charakter stopniowy i jako umowną datę początku dojrzałej kultury harappańskiej w tym regionie podaje się rok 2500 p.n.e.

### Okres II
Okres dojrzałej kultury harappańskiej w Farmanie jest kulminacją procesu kulturowego, który rozpoczął się na wczesnym etapie w ramach kultury Hakra i naturalnie przeistoczył się w dojrzałą formę kultury harappańskiej. Znajduje to odzwierciedlenie w formie osadnictwa, planowaniu miasta  i materiale kulturowym znalezionym na stanowisku. Najprawdopodobniej cały znany obecnie obszar Farmany (18 hektarów) był w tym okresie zasiedlony bądź wykorzystywany gospodarczo, co wskazuje na szybki wzrost populacji, dostatek żywności i życie w dobrobycie.
W okresie II Farmana była typowym protomiastem okresu dojrzałej kultury harappańskiej. Budynki wznoszono z cegły mułowej o typowej dla miast harappańskich tego okresu proporcjach 1:2:4. Łazienki oraz system kanalizacyjny budowane były z cegły wypalanej o takich samych proporcjach. Jak dotąd, w trakcie wykopalisk odkryto pozostałości czterech dużych struktur architektonicznych: struktury I, II, III oraz IV. Pełniły one funkcje wielorodzinnych kompleksów mieszkalnych i prawdopodobnie wchodziły w skład tak zwanej cytadeli. Znaleziono w nich pozostałości palenisk, dołów magazynowych i platform, pomieszczeń strażniczych oraz łazienek. Nie natrafiono jak dotąd na pozostałości kompleksów produkcyjnych, najprawdopodobniej znajdowały się one poza kompleksem cytadeli, poza obszarem objętym badaniami archeologicznymi.
Bogaty materiał kulturowy wykopany do tej pory, w tym liczne fragmenty ceramiki oraz pieczęcie wskazują na osiągnięcie wysokiego poziomu urbanizacji w tym okresie. Dojrzałą fazę harappańską w Farmanie można  datować na okres między 2500-2100 p.n.e.

## Cmentarzysko
Cmentarzysko na stanowisku archeologicznym w Farmanie zostało odkryte w 2007 roku. Odkrycie dokonano przypadkowo w trakcie orania pola. Położone jest 900 metrów na zachód od wzgórza, na którym znajdują się pozostałości osady. Znana część cmentarzyska obejmuje obszar o powierzchni około jednego hektara. Pochówki datowane są na okres dojrzałej kultury harappańskiej.
Groby budowano, kopiąc proste doły w aluwialnej glebie. Większość pochówków zawiera ceramikę harappańską oraz biżuterię, w tym koraliki ze steatytu, karneolu czy agatu, a także bransolety z miedzi i muszli. Znaleziona tutaj ceramika oraz biżuteria sprawiają, że cmentarzysko w Farmanie jest bardzo podobne do miejsca pochówku oznaczanego jako R-37 w Harappie. Ilość znalezionej w grobach ceramiki i biżuterii różni się znacznie w zależności od grobu, co wskazuje na różnice w statusie społecznym pochowanych tutaj osób.
Pochówki w Farmanie można podzielić na trzy kategorie:
- pochówki kategorii I – ciało składano do grobu w pozycji leżącej z głową skierowaną w kierunku północnym. Pochowki tego typu zawierają szkielety zachowane w całości.
- pochówki kategorii II – do tej grupy zalicza się największa liczba pochówków znalezionych dotychczas w Farmanie. Groby zawierające niekompletne szkielety – najprawdopodobniej ciało po śmierci pozostawiano na otwartym terenie, a po pewnym czasie kości, które przetrwały składano w sposób ceremonialny do grobu.
- pochówki symboliczne – groby niezawierające szkieletów ani kości, zawierające za to ceramikę oraz biżuterię.

Na podstawie odnalezionych pochówków można stwierdzić, że większość grobów orientowano na osi północ – południe, część z nich zaś odchylona jest w kierunku północno-zachodnim o około 30 stopni. Wskazywać to może, że Farmanę zamieszkiwały dwie grupy ludności o odmiennych tradycjach funeralnych. Groby odchylone od osi w kierunku północno-zachodnim mogą wskazywać na związki z oddalonym o około 90 kilometrów Sinauli, gdzie znaleziono jedno z największych cmentarzysk z czasów harappańskich, w którym wszystkie groby odchylone są od osi północ-południe pod takim samym kątem jak te w Farmanie. W Sinauli odkryto do tej pory 116 pochówków, pochówków w Farmanie zlokalizowano do tej pory 70.
W odległości trzech kilometrów od Farmany zlokalizowano dwa kolejne miejsca pochówków, w Bedwie oraz Puthi Seman. Nie łączy się ich jednak ze stanowiskiem w Farmanie, gdyż pochodzą one z okresu późnej kultury harappańskiej, a ceramika znaleziona na tamtych stanowiskach nie odpowiada w większości ceramice znalezionej w Farmanie.

## Ceramika

### Okres I
Ceramika najstarszego okresu w Farmanie należy, wg Akinori Uesugi, do kultury ceramiki Hakra, podobnie jak w innych ośrodkach położonych w dolinie Ghaggaru. Jest to ceramika toczona na wolnym kole garncarskim, z gliny dobrej jakości, solidnie wypalona, pokrywana angobą bądź pozostawiana matowa. Do rodzajów ceramiki znalezionej w Farmanie w okresie I zaliczamy:
- ceramika z aplikowanym błotem – słoje magazynowe średniej wielkości, kuliste garnki z wywiniętą krawędzią;
- ceramika z nacięciami – szerokie misy, kuliste garnki, dzbany typu lota, misy z wypukłymi ściankami
- ceramika z czekoladową angobą – okrągłe garnki, wazy z prostymi ściankami, dzbany typu lota, misy.
- ceramika czerwona – zarówno prosta, jak i malowana, zbliżona do harappańskiej ceramiki czerwonej – małe wazy, okrągłe garnki, słoje magazynowe, misy i miednice różnych wielkości[2].

### Okres II
Ceramika dojrzałego okresu harappańskiego należy do regionalnej odmiany znanej doliny Ghaggaru i różni się w wielu aspektach od tej znajdowanej w Mohendżo Daro czy Harappie. Jest z kolei bardzo podobna do ośrodków stosunkowo niedalekich i ma wiele wspólnego z ceramiką znajdowaną w Kalibanganie, Sothi, Bhirranie, Kunalu, Mitathalu czy Girawadzie, a także w ośrodkach w sąsiednim regionie zachodniego Pendżabu w Pakistanie. Większość cech ceramiki okresu dojrzałego wywodzi się bezpośrednio z okresu wczesnego i kultury Hakra, a niektóre pozostają wręcz niezmienione. Od ceramiki z Harappy różni się głównie rodzajem użytego do produkcji materiału. Niektóre ze znalezionych fragmentów ceramiki (cienka czerwona ceramika angobowana) wskazują na powiązania z kulturą Ahar-Banas, która rozwijała się w regionie Mewaru u podnóża gór Arawali.
Ceramika okresu II w Farmanie to typowa ceramika czerwona, którą dzieli się na kilka kategorii różniących się rodzajem wykończenia, zdobieniami i malowaniem. Ceramika szara stanowi mniej niż 1% całości znalezionego materiału. Glina użyta do produkcji jest dobrze wyrobiona, jakości od średniej do dobrej, bez gruboziarnistych domieszek. Naczynia są lekkie, o średniej grubości ścian, z wyjątkiem dużych słojów magazynowych. Ceramika jest dobrze wypalona, a do przeprowadzania tego procesu używano pieców zamkniętych. W zależności od technologii wykończenia, wyróżnia się następujące kategorie ceramiki czerwonej:
- ceramika malowana – zdobiona po zewnętrznej stronie naczynia kolorem czarnym. Stosowano głównie motywy geometryczne, rzadziej pojawiały się motywy roślinne w postaci liści bądź płatków kwiatów. Najczęściej występują duże, kuliste garnki, miednice, misy małej i średniej wielkości, kielichy, patelnie typu tawa, naczynia na nóżce oraz pokrywy do naczyń.
- ceramika angobowana na czerwono – tworzona z dobrze wyrobionej gliny, pokrywana angobą z jednej bądź z dwóch stron. Kolory angoby to ciemnoczerwony, czerwony, jasny brązowy i pomarańczowy. Najczęściej znajdowane są kuliste garnki, naczynia z łamanym brzuścem oraz duże naczynia do magazynowania.
- ceramika lawowana/cieniowana – tworzona z dobrze wyrobionej gliny, pokrywana cienką warstwą farby w kolorze jasnoszarym, pomarańczowym i jasnobrązowym. Z tego zakresu występują garnki z wąskim otworem, słoje w kształcie litery „S”, kubki, kielichy, patelnie typu tawa oraz słoje magazynowe.
- ceramika perforowana – tworzona z dobrze wyrobionej gliny, czasami zdobione oszczędnym malowaniem w kolorze czarnym. Naczynia posiadają otwory na całej powierzchni. Do tej kategorii zaliczają się duże słoje magazynowe.
- ceramika z podwójną angobą – pokryta jest dwoma warstwami angoby o różnych kolorach, po czym w warstwie wierzchniej ryje się wzory, odsłaniając warstwę spodnią i tworząc dwukolorowe zdobienia. W odmianie z Farmany na spodzie użyta jest barwa czerwona, na wierzchu zaś brąz. Występuje rzadko, najczęściej w postaci małych, kulistych garnków.
- ceramika angobowana na czekoladowo/czarno – ceramika z dobrze wyrobionej i wypalonej gliny, występuje w dużej ilości na terenie stanowiska w Farmanie. Angoba przyjmuje kolor od czekoladowego przez purpurowy, brązowy, do czarnego. Niektóre z naczyń posiadają zdobienia w postaci pasów/obwódek na rancie. Najczęściej występują kuliste garnki z wąską szyją, szerokim otworem i wywiniętym rantem, kuliste słoje oraz wazy z długą szyją i szerokim otworem.
- ceramika typu Periano Ghundai – nazwa pochodzi od stanowiska archeologicznego Periano Ghundai, gdzie po raz pierwszy w 1959 roku odkryto tego typu naczynia. Ceramika ta charakteryzuje się pokryciem powłoką z piaszczystej gliny, której kolor waha się od szarego, przez pomarańczowy do czerwonego. Najczęściej są to duże naczynia przeznaczone do magazynowania.
- ceramika z aplikowanym błotem – ceramika pokryta cienką warstwą błota zmieszanego z piaskiem. Warstwa nakładana była przed wypaleniem. Są to głównie ciężkie i grube słoje magazynowe, duże misy i miednice.
- ceramika nacinana – ceramika z dobrze wyrobionej i wypalonej gliny, na której wykonywano nacięcia przy użyciu różnych narzędzi, w tym z kości słoniowej. Nacięcia występują od górnej części naczynia do jego środka. Występują głównie kuliste garnki oraz słoje, w tym magazynowe.
- ceramika rowkowana – występuje w bardzo niewielkiej ilości, rowki wykonywane były przy użyciu kciuka w procesie formowania naczynia na kole garncarskim[2].

## Znaleziska
Oprócz licznie występującej ceramiki, znaleziono również przedmioty z terakoty, takie jak koraliki, bransolety, perforowane dyski, płytki, figurki zwierząt i gwizdki. Z przedmiotów kamiennych odnaleziono kulki, ostrza i koraliki. Ponadto występują przedmioty z kości słoniowej, pieczęcie z wizerunkami zwierząt i znakami pisma induskiego, przedmioty z między takie jak bransolety, dłuta, pręty, głownie strzał oraz sztylet. Odnaleziono także przedmioty z muszli, które wskazują na kontakty z ośrodkami położonymi w dzisiejszym Gudźaracie, prawdopodobnie na terenie półwyspu Kathijawar.

## Badania naukowe
Vasant Shinde ogłosił w 2009 roku zamiar przeprowadzenia badań naukowych na szczątkach szkieletowych, ceramice i dowodach botanicznych znalezionych na tym terenie, w tym testów DNA na kościach w celu ustalenia pochodzenia ludności harappańskiej oraz analiz pierwiastków śladowych w celu zrozumienia ich diety. Ekstrakcja DNA ze znalezionych szkieletów nie powiodła się, ponieważ zostały one znacznie zanieczyszczone w wyniku długotrwałej ekspozycji na czynniki zewnętrzne i częste powodzie, do jakich dochodzi na tych terenach.
Zbadano zęby sprzed czterech tysięcy lat ze szczątków szkieletowych na cmentarzach w Harappie i Farmanie. Porównano  szkliwo zębów i wykonano analizę chemiczną wody, fauny i skał z tamtych czasów. Różnice we starszych zębach trzonowych i zębach trzonowych późniejszych wskazują, że ludzie mieszkający w miastach doliny Indusu migrowali ze wsi do obszarów miejskich.
Zespół planuje również przeprowadzenie szeroko zakrojonych badań w jeziorach wokół stanowiska w Farmanie, aby ustalić warunki klimatyczne panujące w czasach cywilizacji harappańskiej i zbadać, czy upadek tej kultury nastąpił w wyniku katastrofalnej zmiany klimatu.

## Rośliny i dieta
Badanie ziaren skrobi, które są mikrofosyliami roślinnymi, uzyskanych z naczyń używanych do gotowania i magazynowania, a także kamienia nazębnego z pochówków, rzuciło światło na wykorzystanie roślin w cywilizacji doliny Indusu. Potwierdzono wykorzystanie pszenicy, jęczmienia, prosa, ciecierzycy, czosnku których nasiona znaleziono, a także spożywanie bakłażana, mango, imbiru, kurkumy i turzycy.
Obecność gotowanego imbiru i kurkumy wewnątrz ceramicznych garnków i w zębach szkieletów w miejscach pochówku dowodzi, że cywilizacja doliny Indusu była pierwszą cywilizacją, która używała przypraw do gotowania.